# Condado de Frontier
El condado de Frontier (en inglés: Frontier County), fundado en 1871, es un condado del estado estadounidense de Nebraska. En el año 2000 tenía una población de 3.099 habitantes con una densidad de población de una persona por km². La sede del condado es Stockville, aunque la ciudad más grande es Curtis.

## Geografía
Según la oficina del censo el condado tiene una superficie total de 2538 km² (979,9 mi²), de los que 2525 km² (974,9 mi²) son tierra y 16 km² (6,2 mi²) (0.56%) son agua.

### Condados adyacentes
- Condado de Gosper - este
- Condado de Furnas - sureste
- Condado de Red Willow - sur
- Condado de Hitchcock - suroeste
- Condado de Hayes - oeste
- Condado de Lincoln - norte
- Condado de Dawson - nordeste

## Demografía
Según el 2000 la renta per cápita media de los habitantes del condado era de 33.038 dólares y el ingreso medio de una familia era de 38.664 dólares. En el año 2000 los hombres tenían unos ingresos anuales 25.792 dólares frente a los 16.941 dólares que percibían las mujeres. El ingreso por habitante era de 16.648 dólares y alrededor de un 12,20% de la población estaba bajo el umbral de pobreza nacional.

## Ciudades y pueblos
- Curtis
- Eustis
- Maywood
- Moorefield
- Stockville